# Frontier (Dakota del Nord)
Frontier è un centro abitato (city) degli Stati Uniti d'America, situato nella Contea di Cass nello Stato del Dakota del Nord. Nel censimento del 2000 la popolazione era di 273 abitanti. La città è stata fondata nel 1976.

## Geografia fisica
Secondo i rilevamenti dell'United States Census Bureau, la località di Frontier si estende su una superficie di 0,50 km², tutti occupati da terre.

## Popolazione
Secondo il censimento del 2000, a Frontier vivevano 273 persone, ed erano presenti 73 gruppi familiari. La densità di popolazione era di 586 ab./km². Nel territorio comunale si trovavano 78 unità edificate. Per quanto riguarda la composizione etnica degli abitanti, il 99,27% era bianco e lo 0,73% era afroamericano. La popolazione di ogni razza ispanica corrispondeva al'1,10% degli abitanti.
Per quanto riguarda la suddivisione della popolazione in fasce d'età, il 35,5% era al di sotto dei 18, l'8,1% fra i 18 e i 24, il 27,8% fra i 25 e i 44, il 27,8% fra i 45 e i 64, mentre infine lo 0,7% era al di sopra dei 65 anni di età. L'età media della popolazione era di 35 anni. Per ogni 100 donne residenti vivevano 105,3 maschi.